# 음력 11월 10일
음력 11월 10일은 음력 11월의 10번째 날이다.

## 사건
- 2007년 - 대한민국 대통령 선거에서 이명박 후보가 당선되다.
- 2013년 -
  - 북한에서 장성택국방위 부위원장이 특별군사재판 후 처형되었다.
  - 한국항공우주산업은 이라크에 훈련기 겸 공격기인 T-50 24대를 수출하였다. 역대 방산 수출로는 최대 규모였다.
  - 경상북도 의성군 중앙선 비봉역과 탑리역 사이에서 화물열차가 탈선하였다. 이 사고로 기관차를 제외한 12번째 화차가 선로를 이탈하여 선로 일부가 파손되었다.
- 2014년 - 중화인민공화국 상하이의 신년맞이 행사장에서 압사 사고가 발생해 30여명이 사망했다.

## 문화
- 1995년 - 수인선 협궤열차 고별 운행.
- 2010년 - 경부선 서울 ~ 동대구간 새마을호 운행개시. 경전선 삼량진~마산 구간 복선전철 개통 및 KTX 운행 개시.

## 탄생
- 1972년 - 대한민국의 배우 이정재.
- 1978년 - 대한민국의 배우 기태영.

## 같이 보기
- 음력 360일: 1월 2월 3월 4월 5월 6월 7월 8월 9월 10월 11월 12월
- 전날:11월 9일 다음날:11월 11일 - 전달:10월 10일 다음달:12월 10일
- 양력:11월 10일
- 음력, 윤달